# 本日休診
『本日休診』（ほんじつきゅうしん）は、第1回読売文学賞小説賞を受賞した井伏鱒二の小説である。初出は『別册文藝春秋』第12号（1949年8月）、第14号（12月）、第15号（1950年3月）、第16号（5月）。
1952年に渋谷実監督で映画化された。また5回に渡ってテレビドラマ化された。

## 映画
映画は、井伏鱒二の『本日休診』と『遥拝隊長』の二つの短編をもとにシナリオを書き下ろしている。
演技に煩（）い監督という定評があった渋谷實監督は、新派の柳永二郎、新劇の田村秋子、中村伸郎、軽演劇出の多々良純、望月優子、宝塚出身の淡島千景、映画でも新人のクラスの岸惠子、鶴田浩二、佐田啓二など、見事なアンサンブルとしている。
出演者
- 勇作：三國連太郎
- お町：淡島千景
- 悠子：角梨枝子
- 三雲八春：柳永二郎

- 湯川三千代：田村秋子（文学座）
- 湯川春三：佐田啓二
- 津和野加吉：鶴田浩二
- お町の兄・竹さん：中村伸郎
- 松木巡査：十朱久雄（文学座）
- ばあや・お京：長岡輝子
- 船頭：山路義人
- 三雲伍助：増田順司
- 豊子夫人：市川紅梅（市川翠扇）
- 看護婦・滝さん：岸惠子
- 兵隊服の男：多々良純（民芸）
- ヤクザの女：望月優子
- ヤクザの男：諸角啓二郎
- 谷崎純
- 長谷部朋香
- 近所の婆さん：紅沢葉子
- 船頭の女房：水上令子
- 泉啓子
- 村田署長：稲川忠完
- 長尾敏之助
- 遠山文雄
- 中川健三
- 永井達郎
- 井上正彦
- 長尾寛
- 津村準
- 寺田佳世子
- 山本多美
- 八乙女信子
- 草香田鶴子
- 日夏紀子
- 秩父晴子
- 前畑正美
- 横山準

スタッフ
- 監督：渋谷実

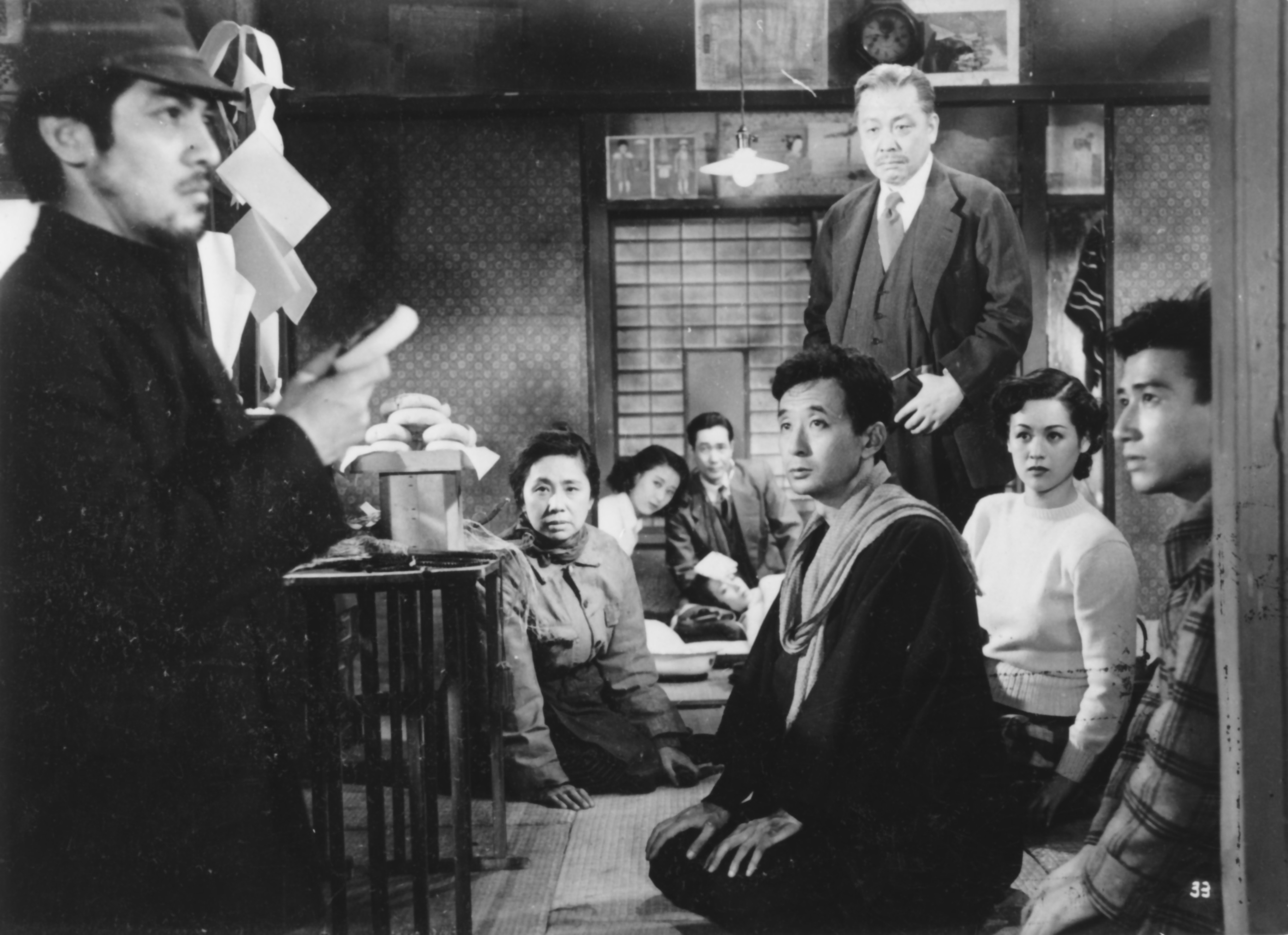
左から 三國連太郎, 田村秋子, 中村伸郎, 柳永二郎, 角梨枝子, 佐田啓二。

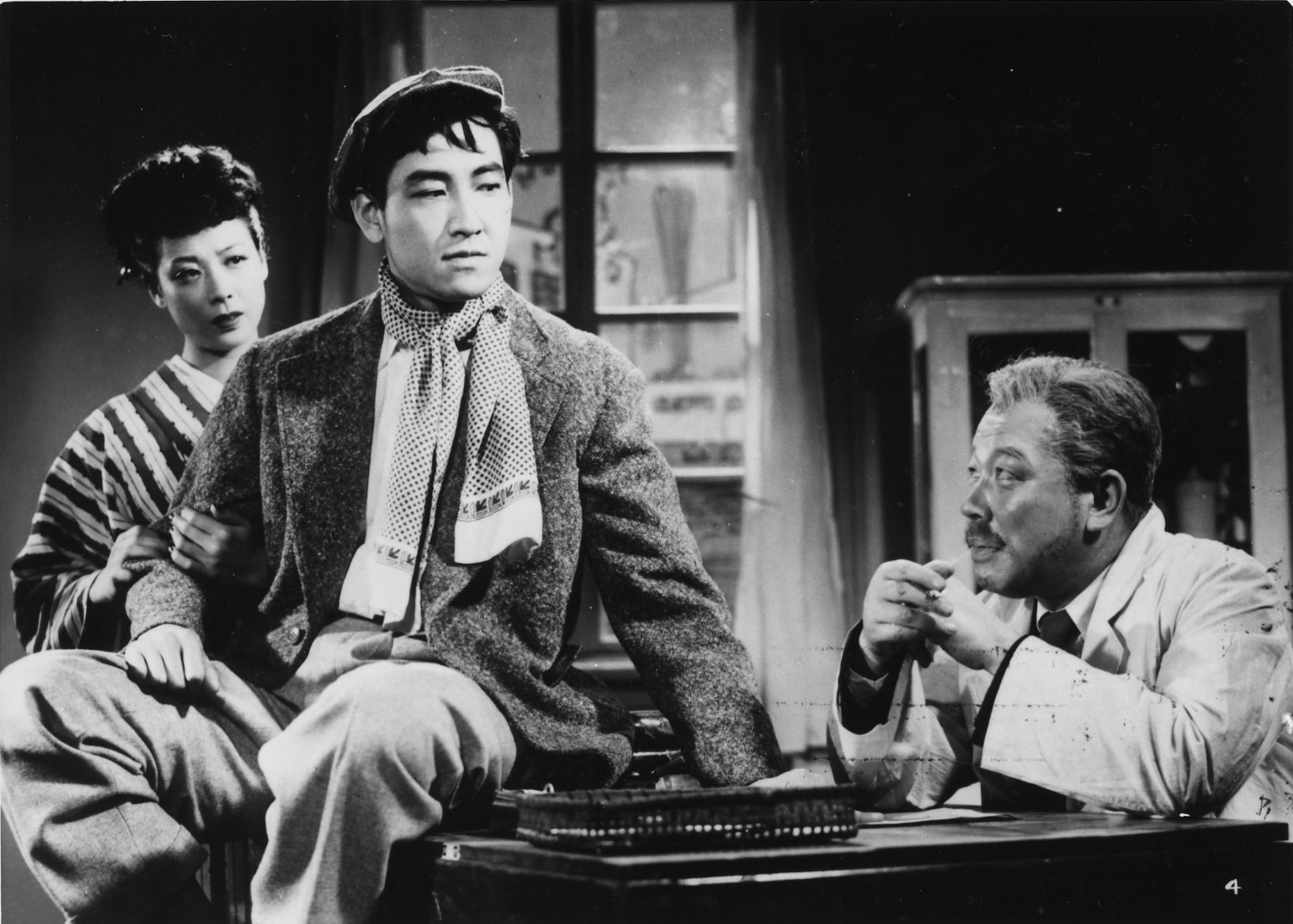
左から 淡島千景, 鶴田浩二, 柳永二郎。

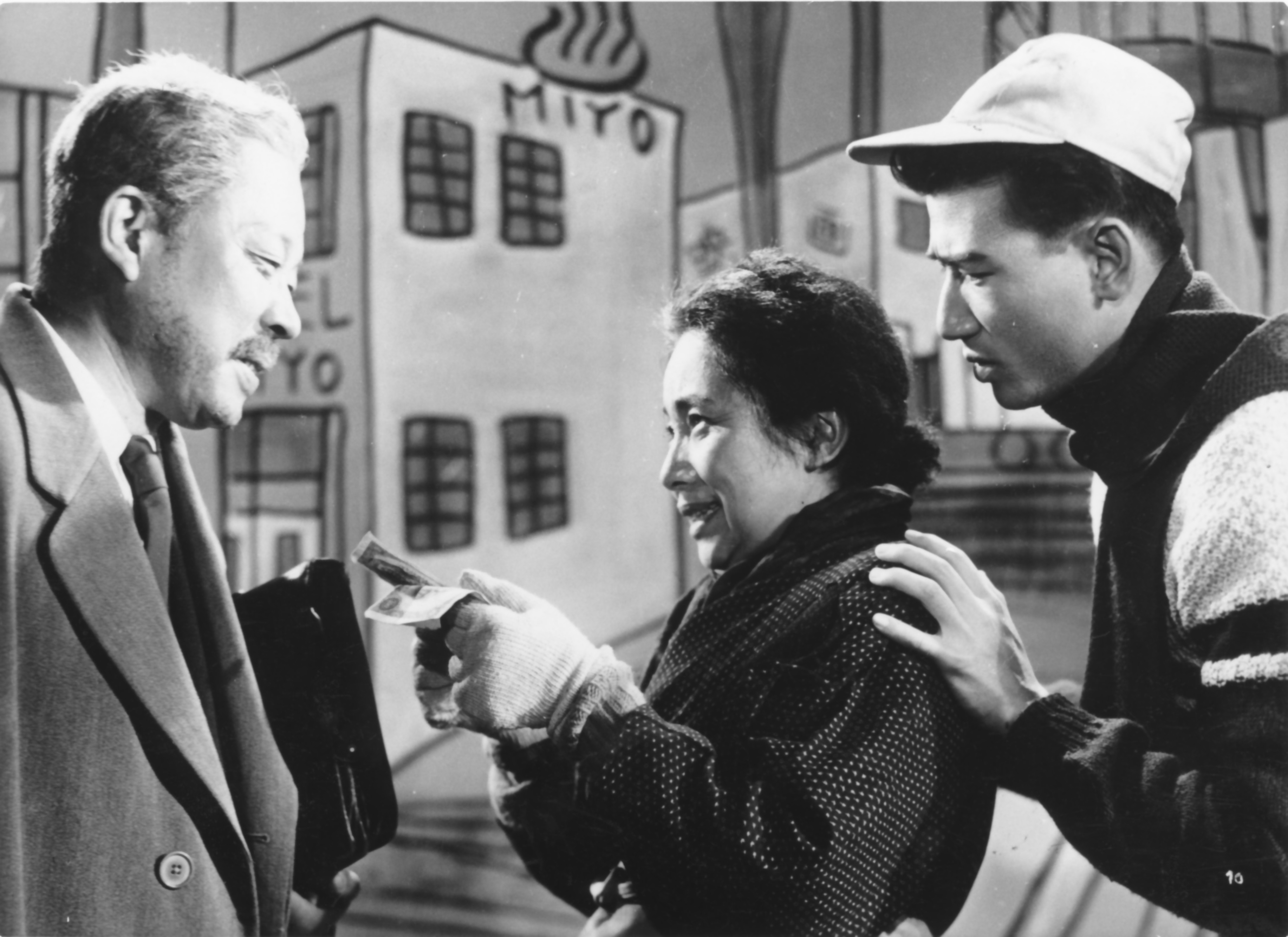
左から 柳永二郎, 田村秋子, 佐田啓二。

- 原作：井伏鱒二（第一回読売文学賞(文芸春秋所載)
- 製作：山本武
- 脚色：斎藤良輔
- 撮影：長岡博之
- 美術：浜田辰雄
- 録音：大村三郎
- 照明：小泉喜代司
- 音楽：吉沢博、奥村一
- 装置：古宮源蔵
- 装飾：小巻基胤
- 衣裳：林栄吉
- 現像：林龍次
- 編集：杉原よ志
- 監督助手：池田浩郎
- 撮影助手：坂本松雄
- 録音助手：西崎英雄
- 照明助手：鈴木茂男
- 進行：新井勝次

受賞
- 第26回キネマ旬報ベスト・テン第3位
- 第7回毎日映画コンクール 監督賞（渋谷實）
- 第3回ブルーリボン賞
  - ベスト・テン6位　
  - 脚本賞（斎藤良輔）
- NHK映画委員会選出ベスト・テン4位

## テレビドラマ

### 1957年
1957年3月5日から同年同月26日まで4回に渡って、日本テレビの『山一名作劇場』（火曜20:00 - 20:30。山一證券一社提供）で放送。初のテレビドラマにして、唯一の連続ドラマ。
出演者
- 清水将夫
- 関弘子
- 織田政雄
- 加賀谷千里
- 京千英子

スタッフ
- 脚本：田畑喜作
- 演出：池田義一

### 1959年
1959年12月31日（土曜）にNET（現：テレビ朝日）の13:10 - 14:45（JST）で放送。この年開局したNETが、大晦日特別番組として放送。
出演者
- 柳永二郎
- 加藤和夫
- 細川ちか子
- 山本勝

スタッフ
- 脚本：大垣肇

### 1961年
1961年3月8日に、TBSの『日立劇場』（水曜21:00 - 21:45。日立一社提供）で放送。
出演者
- 有島一郎
- 花柳喜幸
- 桜むつ子
- 殿山泰司
- 菅井きん
- 広岡三栄子
- 武田彰
- 津山幸子

スタッフ
- 脚本：木村重夫

### 1964年
1964年3月6日に、NHK総合テレビの『文芸劇場』（金曜20:00 - 21:00）で放送。
出演者
- 宇野重吉
- 文野朋子
- 亀井光代
- 佐東朝生
- 高田敏江
- 信欣三
- 樫山文枝

スタッフ
- 脚本：尾崎甫
- 演出：畑中庸生

### 1994年
1994年3月14日（月曜）に、テレビ東京系列の単発特別番組枠『月曜特集』の特別企画として、『文芸劇場』以来30年振りに放送。本来同番組の枠は19:30 - 20:54（JST）だが、この回は20:00 - 21:54（JST）で放送された（歴代では一番の長時間）。
出演者
- いかりや長介
- 浅茅陽子
- 七瀬ひとみ
- 杉田かおる
- 絵沢萌子
- 清水ひとみ
- 深水三章
- ひかる一平

スタッフ
- 脚本：安部徹郎
- 演出：久野浩平